# カンタガッロ
カンタガッロ（伊: Cantagallo）は、イタリア共和国トスカーナ州プラート県にある、人口約3,100人の基礎自治体（コムーネ）。

## 地理

### 位置・広がり

#### 隣接コムーネ
隣接するコムーネは以下の通り。括弧内のFIはフィレンツェ県、BOはボローニャ県、PTはピストイア県所属を示す。
- バルベリーノ・ディ・ムジェッロ (FI)
- カムニャーノ (BO)
- モンターレ (PT)
- モンテムルロ
- ピストーイア (PT)
- サンブーカ・ピストイエーゼ (PT)
- ヴァイアーノ
- ヴェルニオ

### 気候分類・地震分類
カンタガッロにおけるイタリアの気候分類 (it) および度日は、zona E, 2960 GGである。
また、イタリアの地震リスク階級 (it) では、zona 2 (sismicità media) に分類される。

## 行政

### 分離集落
カンタガッロには以下の分離集落（フラツィオーネ）がある。
- Campagnana, Carmignanello, Castello, Cerbaia, Chiusoli, Dagnana, Fornace, Fossato, Gavigno, Gricigliana, Il Fabbro, L'Acqua, La Dogana, La Villa, Luicciana (capoluogo), Luogomano, Migliana, Peraldaccio, Piazza (abbandonata), S. Stefano, Sezzana, Usella